# DAWN in BUDOKAN
『DAWN in BUDOKAN』（ドーン・イン・ブドウカン）は、日本のラッパー・AK-69が2018年3月7日にリリースした16枚目の音楽映像作品。
2014年に開催された「Road to The Independent King 〜THE FUTURE〜 at 日本武道館」以来自身2度目となる日本武道館での公演を映像化したもの。アルバム『DAWN』の収録曲を中心に構成され、前回の武道館公演では孤高感を出すため一人での挑戦だったが、本公演には『DAWN』の客演アーティストを中心にたくさんのアーティストがゲスト参加している。約9000人を動員。
DVD / Blu-rayでそれぞれ発売。Blu-rayは初回限定盤、DVDは初回限定盤と通常盤の2形態が制作された。各初回限定盤には武道館公演や全国ツアー「DAWN PREMIUM CLUB TOUR 2017」のメイキング映像、AK-69による副音声が収録された。

## ツアー・ライブ内容
2017年1月23日にAK-69自身がInstagramのライブ配信機能を使い、4月1日から全国5都市を回るクラブツアー「DAWN PREMIUM CLUB TOUR 2017」を開催することを告知。放送中にファンから"5都市の中に東京、関東がない"というコメントが寄せられ、10月に東京・日本武道館でのライブを開催することが合わせて公表された。この時点で解禁していけない情報であったためそれを前置きしての発表であったが、関係者の方からお叱りを受けたという。
2017年4月1日 - 同年4月22日まで「DAWN PREMIUM CLUB TOUR 2017」を開催し、約6ヶ月の間を経て2017年10月17日に「DAWN in BUDOKAN」を武道館で開催した。この公演では照明、映像、演出などのプロデュースを全てAK-69自身がつとめている。照明に関してはシャーピーなどを使用し、あえてレーザーを使わず、スポットライトも当てないという工夫がなされた。映像は"お洒落なアジアっぽさ"、"ネオ東京"をイメージしたという。自身にとって再起をかけた公演だったと後にAK-69は振り返っており、武道館公演は当初制作会社から反対されていたという。

## ゲスト
本公演では現行の日本のヒップホップシーンを見せたいというAK-69の意向からヒップホップアーティストが参加。それに加え、清木場俊介やUVERworldなど、他ジャンルのアーティストも参加した。
- シェネル - 公演日である2017年10月18日はAK-69のシングル「I Still Shine feat. Che‘Nelle / Stronger」の発売日でもあり、当日披露された[5]。
- UVERworld[5]
- 清木場俊介[5]
- 般若[5]
- 2WIN（T-Pablow & YZERR）[5]
- CITY-ACE[5]
- HIDE春[5]
- Zeebra[5]
- G.CUE（Phobia Of Thug）[5]
- NORIKIYO[5]
- DOBERMAN INFINITY[5]
- DJ TY-KOH[5]
- KOWICHI[5]
- SOCK[5]

## 収録内容
1. OPENING VTR
2. Dawn
3. Flying Lady feat. CITY-ACE, HIDE春
4. ロッカールーム -Go Hard or Go Home- REMIX feat. NORIKIYO
5. IRON HORSE -No Mark-
6. Click da trigger
AK-69が名古屋でラッパーになるきっかけとなったG.CUEをフィーチャーしている[4]。
7. WHO ARE U ? feat. TOKONA-X / DJ RYOW
2004年に急逝したラッパー、TOKONA-Xと映像で共演している[4]。
8. ビートモクソモネェカラキキナ 2016 REMIX feat. Zeebra & AK-69 / DJ RYOW
9. We Don't Stop
10. Streets feat. 2WIN（T-Pablow & YZERR）
11. Hangover
12. CHAMPAGNE BOYZ
13. A Hundred Bottles REMIX feat. DJ TY-KOH, KOWICHI & SOCKS
14. Rainy days feat. 清木場俊介
15. With You 〜10年、20年経っても〜 feat. 清木場俊介
16. Baby
17. IT'S OK
18. Forever Young feat. UVERworld
19. Stronger
20. 上ヲ向イテ
21. START IT AGAIN
22. I Still Shine feat. Che'Nelle
23. Shatter (DOBERMAN INFINITY × AK-69)
24. もう1ミリ feat. 般若
25. KINGPIN
26. Flying B

アンコール
1. THE RED MAGIC